# Уилсон, Нэнси (джазовая певица)
Нэнси Уилсон (англ. Nancy Wilson; 20 февраля 1937[…], Чилликоте, Огайо — 13 декабря 2018, Пайониртаун, Калифорния) — американская певица, работавшая в жанрах блюз, джаз, R&B, поп-музыка и соул. Её карьера охватила более пяти десятилетий, начиная с середины 1950-х годов до выхода на пенсию в начале 2010-х годов. Особую известность ей принесли песни «(You Don’t Know) How Glad I Am» и «Guess Who I Saw Today». Уилсон записала более 70 альбомов и получила три премии «Грэмми».

## Избранная дискография
Основная статья: Дискография Нэнси Уилсон (англ.)
- Like in Love (1959)
- Something Wonderful (1960)
- The Swingin’s Mutual! (совместно с Джорджем Ширингом) (1961)
- Nancy Wilson/Cannonball Adderley (1962)
- Broadway — My Way (1963)
- Yesterday’s Love Songs/Today’s Blues (1964)
- Today, Tomorrow, Forever (1964)
- The Nancy Wilson Show! (1965)
- Tender Loving Care (1966)
- Lush Life (1967)
- Welcome to My Love (1967)
- Hurt So Bad (1969)
- But Beautiful (1971)
- Kaleidoscope (1971)
- Life, Love and Harmony (1979)
- A Lady with a Song (1989)
- Love, Nancy (1994)
- A Nancy Wilson Christmas (2001)
- R.S.V.P. (Rare Songs, Very Personal)  (2004)
- Turned to Blue (2006)